# کارملو سیمئونه
کارملو سیمئونه (انگلیسی: Carmelo Simeone؛ ۲۲ سپتامبر ۱۹۳۴ – ۱۱ اکتبر ۲۰۱۴) یک بازیکن فوتبال اهل آرژانتین بود.
از باشگاه‌هایی که در آن بازی کرده‌است می‌توان به بوکا جونیورز و ولز سارسفیلد اشاره کرد.
وی همچنین در تیم ملی فوتبال آرژانتین بازی کرده است.